# Amanti senza amore
Amanti senza amore è un film del 1948 diretto da Gianni Franciolini, liberamente tratto dal romanzo Sonata a Kreutzer di Lev Tolstoj.

## Trama

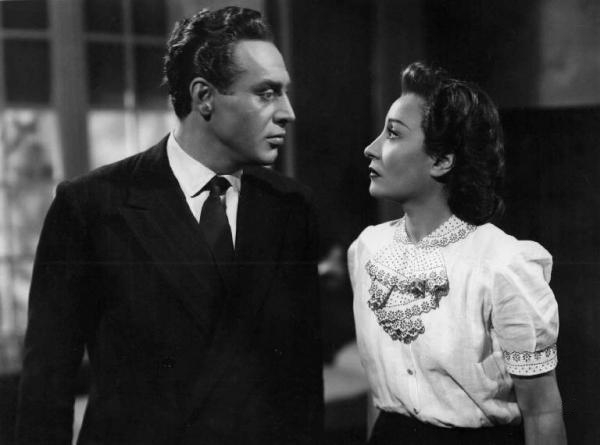
Roldano Lupi e Clara Calamai, che interpretano i coniugi Piero e Elena Leonardi

Piero Leonardi, un brillante medico, ritorna precipitosamente a Sanremo, dove abita con la moglie Elena e la figlioletta, dopo aver appreso da un giornale che il violinista Enrico Miller deve esibirsi nel teatro del Casinò. Giunto all'improvviso nella sua abitazione, Piero ne vede uscire in gran fretta il violinista, e ritiene che costui si sia incontrato con Elena. Piero si reca quindi al Casinò per affrontare il musicista.
Al termine del concerto, dopo essersi incontrati al ristorante e in una sala da gioco, Piero si apparta con Enrico e gli racconta la storia del suo matrimonio con Elena. Attratto fisicamente dalla ragazza, Piero ha sposato Elena; ma già immediatamente dopo la luna di miele i due sposi si rendono conto di non aver avuto nulla in comune se non l'attrazione sessuale. La vita matrimoniale è fonte di infelicità e di dissidio e neanche la nascita di una figlia e il trasferimento da Genova a Sanremo riescono a dar loro serenità. Piero è misogino: l'incontro fra Elena (una valente pianista prima del matrimonio) e il violinista - che si era rivolto a Elena perché lo accompagnasse in un concerto di beneficenza nell'esecuzione della famosa Sonata a Kreutzer per pianoforte e violino di Beethoven - lo rende geloso. Più tardi, esasperata dalla gelosia e dai dissidi col marito, la moglie tenta il suicidio; ma viene salvata dallo stesso marito. La tregua seguita a quest'ultimo episodio è stata interrotta il giorno prima dal nuovo arrivo del violinista a Sanremo per il concerto. 

Roldano Lupi, Clara Calamai e Jean Servais (Enrico)

Dopo questa spiegazione, visibilmente alterato, Piero lascia improvvisamente Enrico. Presentendo la tragedia, Enrico cerca di avvertire Elena del pericolo; il telefono non funziona ed Enrico corre di persona nella villa del medico. Enrico incontra nuovamente Piero: questi gli confessa di aver sparato alla moglie, che professava la sua innocenza, e solo dopo la morte di lei ha capito la verità. Piero estrae quindi nuovamente la pistola con la quale ha ucciso la moglie e si uccide davanti a Enrico.

## Produzione
Il film venne iscritto al Pubblico registro cinematografico con il n. 668. Ottenne il visto censura n. 3.302 del 14 novembre 1947.
Gli esterni furono girati a Orvieto e Sanremo.

## Distribuzione
Il film venne distribuito nel circuito cinematografico italiano il 10 gennaio del 1948.
È stato pubblicato in DVD dalla Cristaldi Film.

## Risultato commerciale
Amanti senza amore non ebbe un buon risultato commerciale. Nell'anno di Ladri di biciclette, infatti, furono due film di Totò (Fifa e arena e Totò al giro d'Italia) a registrare il primato degli incassi, con un introito complessivo di oltre 660 milioni di lire dell'epoca, mentre il film di Franciolini totalizzò soltanto circa 55 milioni, risultando in tal modo tra gli ultimi posti, quanto a risultato economico, tra i 47 film italiani prodotti nel 1948.

## Critica
Nonostante lo schieramento tra gli sceneggiatori di firme importanti, i commenti successivi all'uscita del film non furono positivi. Ennio Flaiano su L'Europeo giudicava poco attuale i temi dell'infelicità coniugale e del femminicidio: «È riuscita la traduzione cinematografica di questo romanzo di Tolstoj? Era, inoltre, necessaria? Se alla prima domanda si può rispondere: forse, alla seconda bisogna rispondere: no. Il tema indagato da Tolstoj e che verso la fine del secolo scorso suscitò tante discussioni, oggi lascia indifferenti: altri temi più vasti e universali impegnano le coscienze, altri fatti chiedono attenzione», mentre M. Mibelli dava un giudizio negativo della struttura del  film e sui suoi interpreti: «Tutta la polemica di Tolstoj viene [....] appena sfiorata e lo spunto non serve che a creare una congrua vicenda di coniugi che [....] finiscono male. Ne risulta un film piatto e noiosamente descritto. [....] Gli attori sono opachi e insignificanti».
Più recentemente Simone Emiliani, dopo aver ricordato che Franciolini «pressoché dimenticato nel corso degli anni, nei suoi film mostra invece fine sensibilità nella costruzione di ritratti femminili [...] appare ben riconoscibile un particolare stile visivo, evidente nell'alternanza delle luci e delle ombre, di derivazione quasi espressionista», riferendosi ad Amanti senza amore aggiunge: «ancora una drammatica storia ambientata in un microcosmo familiare e incentrata sulla gelosia del direttore di una clinica nei confronti della particolare amicizia instauratasi tra la moglie e un celebre musicista, Franciolini recuperò una tensione quasi hitchcockiana in una vicenda raccontata in un lungo flashback e caratterizzata dall'uso di una colonna sonora che anticipa il tragico epilogo».
Notevole la musica di Nino Rota, «di trascinante sensualità», confluita nell'Improvviso in re minore per violino e pianoforte